# 栗田幸雄
栗田 幸雄（くりた ゆきお、1930年4月6日 - 2024年5月17日）は、日本の政治家。位階は従三位、勲章は旭日大綬章。福井県知事（公選第11・12・13・14代）。福井県鯖江市出身。

## 政策

### 公共事業
福井県工業技術センターの整備や、福井県立大学の創設（1992年）、福井県産業振興施設（1995年）、福井県立音楽堂（1997年）、福井県児童科学館（1999年）、福井県立恐竜博物館（2000年）の建設など、産業や芸術文化、学術・教育分野等において大型公共施設の整備・拡充に積極的であった。
交通政策では、福井空港拡張整備計画、舞鶴若狭自動車道舞鶴東IC―小浜西IC間の延伸開通（2003年）や中部縦貫自動車道基本計画の促進による高速道路網整備、北陸新幹線や琵琶湖若狭湾快速鉄道の新線建設計画促進、JR小浜線電化（2003年）による高速鉄道網整備、敦賀港の港湾整備などを推し進めた。
上記のような大型公共事業を次々に進めたために、県民からは典型的なハコモノ優先の知事であるとの見方もある。

### 原子力政策
在任期間中、高速増殖炉もんじゅのナトリウム漏れ火災事故（1995年）の発生をはじめとして、美浜原発2号機の伝熱管破断事故（1991年）、高浜原発3号機用のMOX燃料データ改ざんの発覚（1999年）など、県内の原子力発電に影響する数々の重大な出来事があった。そのような状況の中、前述の空港拡張計画や北陸新幹線建設促進に関する国に対しての要望にも絡め、国の計画によるプルサーマル実施の事前了解（1999年）を出したり、もんじゅの運転再開に向けた国の安全審査入りへの了解を出したり（2001年）、敦賀原発3・4号機の増設に同意したり（2002年）など、福井県での原子力発電に対して肯定的な立場をとった。

## 経歴
- 1930年（昭和5年）：福井県鯖江市生まれ。
- 鯖江市惜陰小学校、旧制福井県立福井中学校、旧制第四高等学校を経て[1][2][3]、東京大学法学部を卒業。
- 1955年（昭和30年）4月：自治庁入庁。
- 1963年（昭和38年）6月：福井県副知事就任。
- 1986年（昭和61年）12月：福井県副知事を辞任。
- 1987年（昭和62年）4月：福井県知事選挙（統一地方選挙）に立候補し、初当選。以後、4期連続当選。
- 1991年（平成3年）4月：米価審議会委員。（～平成11年6月）
- 1994年（平成6年）4月：政府税制調査会委員。（～平成12年7月）
- 2002年（平成14年）10月：次期知事選への不出馬を表明。
- 2003年（平成15年）
  - 4月：福井県知事を退任。
  - 5月：財団法人福井県国際交流協会会長。
  - 7月：福井県立大学名誉客員教授。
- 2010年（平成22年）4月：国際ロータリー第2650地区2010-2011年度ガバナーに就任。
- 2024年（令和6年）5月17日：老衰のため、福井市内の自宅で死去した[4]。94歳没。死没日付をもって従三位に叙された[5]。